# Минашвили, Гурам Варламович
Гура́м Варла́мович Минашви́ли (груз. გურამ ვარლამის ძე მინაშვილი; 25 ноября 1936, Тбилиси — 1 марта 2015, там же) — советский баскетболист, серебряный призёр Олимпийских игр. Мастер спорта СССР (1955). Заслуженный мастер спорта СССР (1965).
Окончил Грузинский политехнический институт, строительный факультет (1962). Член КПСС с 1974 г.

## Биография
В 1957—1964 — в составе сборной СССР.
На Олимпиаде 1960 года в составе сборной СССР сыграл 8 матчей и стал обладателем серебряной медали. Бронзовый призёр Чемпионата мира по баскетболу 1963 в Бразилии, трёхкратный чемпион Европы (1957, 1959, 1963).
Чемпион чемпион СССР (1953), трёхкратный серебряный (1959, 1960, 1961) и бронзовый (1965) первенств страны. Призёр Спартакиады 1959 года.
Обладатель Кубка чемпионов 1961/62.
По окончании спортивной карьеры работал на кафедре физического воспитания Грузинского государственного политехнического института им. В. И. Ленина. Также работал старшим инженером проектного института.
Был государственным тренером Спорткомитета Грузинской ССР (в начале 1980-х гг.). Одновременно с этим был членом президиума и председателем детской комиссии федерации баскетбола Грузинской ССР.
Скончался 1 марта 2015 года. Похоронен в Дидубийском пантеоне общественных деятелей и писателей в Тбилиси.

## Награды
- Орден «Знак Почёта» (16.09.1960) — за успешные выступления в XVII летних и VIII зимних Олимпийских играх 1960 года, а также за выдающиеся спортивные достижения[9]
- Орден Чести